# Shimazaki Haruka
Shimazaki Haruka (tiếng Nhật: 島崎 遥香, sinh ngày 30 tháng 3 năm 1994) là một nữ ca sĩ kiêm diễn viên người Nhật Bản. Cô từng là thành viên hát chính của nhóm nhạc thần tượng nữ AKB48, cũng như nhóm A từ nhóm nhạc này.
So với các thần tượng trước thường phải luôn ngọt ngào, đáng yêu, Haruka được biết đến là người đi ngược lại các chuẩn mực của một thần tượng với gương mặt thường thấy nhất là chau mày u sầu, lo lắng và cách nói chuyện ngắn gọn, thẳng thắn, đến nỗi nhiều người hâm mộ và giới truyền thông gọi cô là "thần tượng muối".
Kể từ khi tốt nghiệp và chia tay nhóm AKB48 vào năm 2016, Haruka đã tham gia khá nhiều vai diễn trong các bộ phim điện ảnh và phim truyền hình khác nhau, đáng chú ý nhất là các vai diễn từ các bộ phim như Hiyokko, Nisekoi, Ghost Theater và Tonde Saitama. Năm 2020, nhân dịp sinh nhật lần thứ 26, cô đã tự tạo ra kênh YouTube riêng có tên là Paruroom (ぱるるーむ).

## Danh sách đĩa nhạc

### Hợp tác với AKB48
| Năm  | Đĩa đơn số                 | Tên | Vị trí | Ghi chú |
| ---- | -------------------------- | --- | --- | --- |
| 2010 | 16                         | "Ponytail to Shushu" | Theatre Girls                                                                                              | Hát ca khúc "Boku no Yell" |
| 2010 | 17                         | "Heavy Rotation" | Under Girls                                                                                                | Hát ca khúc "Namida no See-Saw game                                                                                            |
| 2010 | 19                         | "Chance no Junban" | Team Kenkyusei                                                                                             | Hát ca khúc "Fruit Snow" |
| 2011 | 20                         | "Sakura no Ki ni Narō" | Team Kenkyusei                                                                                             | Hát ca khúc "Ōgon Center" |
| 2011 | 21                         | "Everyday, Katyusha" | Team Kenkyusei                                                                                             | Hát ca khúc "Anti" & "Yankee Soul"                                                                                             |
| 2011 | 22                         | "Flying Get" | Team 4 | Hát ca khúc "Seishun to Kizukanai Mama"                                                                                        |
| 2011 | 23                         | "Kaze wa Fuiteiru" | Under Girls, Tem 4 + Kenkyusei                                                                             | Hát ca khúc "Kimi no Senaka" & "Tsubomitachi"                                                                                  |
| 2011 | 24                         | "Ue kara Mariko" | Team 4 | Hát ca khúc "Hashire! Penguin"                                                                                                 |
| 2012 | 25                         | "Give Me Five!" | Special Girls A                                                                                            | Hát ca khúc "New Ship" |
| 2012 | 26                         | "Manatsu no Sounds Good!" | A-side | Hát ca khúc "Choudai, Darling!"                                                                                                |
| 2012 | 27                         | "Gingham Check" | Under Girls                                                                                                | Hát ca khúc "Nante Bohemian"                                                                                                   |
| 2012 | 28                         | "Uza" | A-side, Team B                                                                                             | Hát ca khúc "Seigi no Mikata ja Nai Hero "                                                                                     |
| 2012 | 29                         | "Eien Pressure" | A-side, Center                                                                                             | Hát ca khúc "Totteoki Christmas"                                                                                               |
| 2013 | 30                         | "So Long!" | A-side | Hát ca khúc "Sokode Inu no Unchi Funjau kane?" thuộc Team B.                                                                   |
| 2013 | 31                         | "Sayonara Crawl" | A-side, Center                                                                                             | Hát ca khúc "Romance Kenjuu" as Team B & "Haste&Waste" thuộc nhóm BKA 48 .                                                     |
| 2013 | 32                         | "Koi Suru Fortune Cookie" | A-side | Tại buổi tuyển chọn năm 2013, cô đứng thứ 12. Hát ca khúc "Namida no Sei Janai" và "Saigo no Door".                            |
| 2013 | 33                         | "Heart Electric" | A-side | Hát ca khúc "Tiny Shirt" thuộc Team B.                                                                                         |
| 2013 | 34                         | "Suzukake no Ki no Michi de "Kimi no Hohoemi o Yume ni Miru" to Itte Shimattara Bokutachi no Kankei wa Dō Kawatte Shimau no ka, Bokunari ni Nan-nichi ka Kangaeta Ue de no Yaya Kihazukashii Ketsuron no Yō na Mono" | B-side | Hát ca khúc "Mosh & Dive" và "Party is over".                                                                                  |
| 2014 |                            | | | |
| 35   | "Mae shika Mukanee"        | A-side | | |
| 36   | "Labrador Retriever"       | A-side | Hát ca khúc "Kimi wa Kimagure" .                                                                           | |
| 37   | "Kokoro no Placard"        | A-side | Hát ca khúc "Oshiete Mommy" .                                                                              | |
| 38   | "Kibōteki Refrain"         | A-side | Hát ca khúc "Jūjun na Slave" thuộc Team A.                                                                 | |
| 2015 |                            | | | |
| 39   | "Green Flash"              | A-side | Hát ca khúc "Majisuka Fight", "Haru no Hikari Chikazuita Natsu", Hakimono to Kasa no Monogatari.           | |
| 40   | "Bokutachi wa Tatakawanai" | A-side, Center | Hát ca khúc "Barebare Bushi" as Wonda Senbatsu & "Kimi no Dai Ni Shō".                                     | |
| 41   | Halloween Night            | A-side | Tại buổi tuyển chọn năm 2015, cô đứng thứ 9. Hát ca khúc "Ippome Ondo", "Yankee Machine Gun", và "Gunzou". | |
| 42   | Kuchibiru ni Be My Baby    | A-side | Hát ca khúc "365 Nichi no Kamihikōki", Senaka Kotoba", và "Yasashii place".                                | |
| 2016 | 43                         | "Kimi wa Melody" | A-side | Đánh dấu kỷ niệm 10 năm tham gia âm nhạc. Hát ca khúc "Mazariau Mono" thuộc nhóm NogizakaAKB và "M.T. ni Sasagu" thuộc Team A. |
| 2016 | 44                         | "Tsubasa wa Iranai" | A-side | Hát ca khúc "Set me free" thuộc Team A.                                                                                        |
| 2016 | 45                         | "Love Trip / Shiawase wo Wakenasai" | A-side | Hát ca khúc "Hikari no Naka e" thuộc nhóm Baito AKB Paruru Selection.                                                          |
| 2016 | 46                         | "High Tension" | A-side, Center                                                                                             | Ca khúc cuối cùng mà cô tham gia. Hát ca khúc "Better", ca khúc nhân dịp cô tốt nghiệp.                                        |

### Album
Koko ni Ita Koto
- "High School Days" (Team Kenkyūsei)
- "Koko ni Ita Koto" (AKB48+SKE48+SDN48+NMB48)

1830m
- "First Rabbit"
- "Chokkaku Sunshine" (Team 4)
- "Itsuka Mita Umi no Soko" (Up-and-coming Girls)
- "Yasashisa no Chizu"
- "Aozora yo Sabishikunai Ka?" (AKB48 + SKE48 + NMB48 + HKT48)

Tsugi no Ashiato
- "After Rain"
- "Boy Hunt no Houhou Oshiemasu"
- "Boku wa Ganbaru"
- "Ponkotsu Blues"
- "Dōki"
- "Kanashiki Kinkyori Renai"

Koko ga Rhodes da, Koko de Tobe!
- "Ai no Sonzai"
- "Oh! Baby!" (Takahashi Team A)
- "Tomodachi de Irareru Nara"

0 to 1 no Aida
- "Toy Poodle to Kimi no Monogatari"
- "Clap" (Team A)

Thumbnail
- "Ano Hi no Jibun"

### Nhạc kịch sân khấu
Team Kenkyūsei "Idol no Yoake"
1. "Kataomoi no Taikakusen" (片思いの対角線?)

Team B 4th Stage "Idol no Yoake"
1. "Kataomoi no Taikakusen"
substitute for Moeno Nitō

Team Kenkyūsei "Renai Kinshi Jōrei"
1. "Tsundere!" (ツンデレ!?)

Team A 5th Stage "Renai Kinshi Jōrei"
1. "Squall no Aida ni" (スコールの間に?) (dancer)
2. "Manatsu no Christmas Rose" (真夏のクリスマスローズ?) (dancer)
3. "Tsundere!"
thay thế cho Tomomi Itano

Team Kenkyūsei "Theater no Megami"
1. "Candy" (キャンディー?)

Team B 5th Stage "Theater no Megami"
1. "Romance Kakurenbo" (ロマンスかくれんぼ?)
2. "Candy"
thay thế cho Amina Satō

Team A 6th Stage "Mokugekisha"
1. "Miniskirt no Yōsei" (ミニスカートの妖精?) (zenza girls)
2. "Ude o Kunde" (腕を組んで?)
thay thế cho Sayaka Nakaya

Team K 6th Stage "Reset"
1. "Lemon no Toshigoro" (檸檬の年頃?) (zenza girls)
2. "Gyakuten Ōjisama" (逆転王子様?)
thay thế cho Tomomi Nakatsuka

Team 4 1st Stage "Boku no Taiyō"
1. "Idol Nante Yobanaide" (アイドルなんて呼ばないで?)

Team B Waiting Stage
1. "Kimi no C/W" (君のC/W?)

Team A Renai Kinshi Jōrei
1. "Heart Gata Virus" (ハート型ウイルス?)

Team A 7th Stage "M.T. ni Sasagu"
1. "Risuke" (リスケ?)

## Danh sách phim

### Phim điện ảnh
- Gekijōban Shiritsu Bakaleya Kōkō (13/10/2012), Fumie Shingyōji[6]
- Ataru The First Love & The Last Kill (14/9/2013), Rumi Mizuno[7]
- Ghost Theater (21/11/2015), Sara Mizuki[8]
- Haunted Campus (2016), Koyomi Nada[9]
- Nisekoi (2018), Marika Tachibana[10]
- Fly Me to the Saitama (2019)
- Nagi's Island (2022)[11]
- The Fish Tale (2022)[12]

### Lồng tiếng
- Yo-Kai Watch: Tanjō no Himitsu da Nyan! (20/12/2014), Yukippe[13]

### Phim truyền hình
- Majisuka Gakuen (tập cuối, 26/3/2010, TV Tokyo)
- Majisuka Gakuen 2 (15/4 — 1/7/2011, TV Tokyo), Kanburi[14]
- Shiritsu Bakaleya Kōkō (14/4 — 30/6/2012, NTV), Fumie Shingyōji[15]
- Majisuka Gakuen 3 (13/7 — 5/10/2012, TV Tokyo), Paru[16]
- Ataru Special: New York kara no Chōsenjō (ATARU スペシャル ～ニューヨークからの挑戦状!!～?) (6/1/2013, TBS)[17]
- So long! (2013, NTV), Asuka Hashimoto[18]
- Fortune Cookie (2013, Fuji TV), Michiko Shintani[19]
- Honto ni Atta Kowai Hanashi 15-shunen Special "Sasoi no Mori" (2014, Fuji TV), Aoi Sumida[20]
- Majisuka Gakuen 4 (19/1 — 30/3/2015, Nippon Television), vai Salt[21]
- Majisuka Gakuen 5 (24/8 — 27/10/2015, Nippon Television, Hulu) vai Salt[22]
- AKB Horror Night: Adrenaline's Night Ep.24 - Music Box, vai Mariko (2015)[23]
- Yutori Desuga Nanika (2016, NTV), vai Yutori Sakama[24]
- AKB Love Night: Love Factory Ep.33 - Marriage Reason, vai Haruko (2016, TV Asahi)
- Keishichou Nasi Goreng-ka [ja] (2016, TV Asahi) vai Kyoko Kazahaya[25]
- Kyabasuka Gakuen (2016, NTV) as Salt[26]
- Hiyokko (2017, NHK) vai Yuka Makino[27]
- Repeat (リピート?) (2018, NTV) vaiYuko Machida[28]
- Legal V Ex-lawyer Shoko Takanashi [ja] tập 4, vai Rena Mineshima (2018, TV Asahi)[29]
- Harem Marriage (2022, ABC) vai Koharu Date[30]
- DCU Ep. 8 (2022, TBS) vai Akemi Totsuka[31]

### Chương trình truyền hình
- Ariyoshi AKB Kyōwakoku (29/3/2010 — 28/3/2016, TBS)
- Shūkan AKB (週刊AKB?) (13/8/2010, TV Tokyo)
- AKBingo! (22/12/2010 — nay, TV Tokyo)
- AKB48 Nemōsu TV (AKB48ネ申テレビ?) (Family Gekijō)
  - Special: Atarashii Jibun ni Annyeong Haseyo Kankoku Kaiheitai (スペシャル〜新しい自分にアニョハセヨ韓国海兵隊〜?) (17/7/2011)
  - Mùa 7
  - Mùa 8
- Atsushi Paruru no OO baito! (2015 — 2016)

## Sách báo

### Tạp chí
- Myojo, Shueisha[32]
- SEDA, Hinode Publishing[33]

### Sách ảnh
- Paruru, Komaru. (19/7/2013, Shueisha) ISBN 9784087806885[34][35]
- ParU (20/11/2015, Shufu to Seikatsu Sha) ISBN 9784391147797[36][37]